# Umut Sönmez (Fußballspieler)
Umut Sönmez (* 20. Juni 1993 in Varto) ist ein deutsch-aserbaidschanischer Fußballspieler türkischer Abstammung.

## Spielerkarriere

### Im Verein
Sönmez durchlief unter anderem die Nachwuchsabteilung von FC Augsburg, ehe er im Sommer 2012 in den Kader von FC Augsburg II aufgenommen wurde. Nach einem halben Jahr wechselte er in der Winterpause 2013 zum FC Memmingen in die Regionalliga Bayern.
Zur Saison 2014/15 wurde Sönmez von dem türkischen Zweitligisten Orduspor verpflichtet. Bereits zur nächsten Winterpause verließ er diesen Verein Richtung Ligarivalen Gaziantep Büyükşehir Belediyespor. Zur Saison 2016/17 wurde er gemeinsam mit seinen beiden Teamkollegen Erkam Reşmen und Ufuk Budak vom Erstligisten Kayserispor verpflichtet. Nach einer Saison zog er zum Zweitligisten Adana Demirspor weiter.
Nach einer weiteren Station bei Drittligist Manisa BB spielte er von Januar bis August 2019 wieder in Deutschland beim Oberligisten FC 08 Villingen, ehe er wieder zurück in die Türkei ging und sich dem Drittligisten Tuzlaspor anschloss. Mit der Mannschaft stieg er 2020 in die zweite Liga auf. Sönmez blieb jedoch in der dritten Liga und wechselte zunächst zu 24 Erzincanspor, im Frühjahr 2021 zum Ligakonkurrenten Pendikspor. Wiederum nach einem halben Jahr zog er im Sommer 2021 zum Ligakonkurrenten Sakaryaspor weiter. 2022 verpflichtete ihn der Ligakonkurrent İnegölspor. Im Frühjahr 2023 spielte er ein halbes Jahr beim Drittligisten Fethiyespor.
Im September 2023 kehrte er kurzzeitig erneut nach Deutschland zurück, wo ihn der Südwest-Regionalligist VfR Aalen unter Vertrag nahm. Nach nur einem Kurzeinsatz in den 14 Spielen bis zur Winterpause lösten er und der Verein den Vertrag im Januar 2024 vorzeitig wieder auf, woraufhin Sönmez erneut in die Türkei ging und sich bis zum Sommer dem Viertligisten Bulvarspor anschloss. Nach vorübergehender Vereinslosigkeit spielte er ab Oktober 2024 bis zum Ende der Saison 2024/25 für den Oberligisten FV Ravensburg.

### Nationalmannschaft
Sönmez, der in der osttürkischen Stadt Varto geboren wurde, zog im Kindesalter mit seiner Familie nach Deutschland. Nachdem sich abzeichnete, dass er weder von den deutschen noch den türkischen Jugendnationalmannschaften eine Nominierung erhalten werde, nahm er das Angebot des Aserbaidschanischen Fußballverbandes an und lief 2014 in einem Spiel für die aserbaidschanische U21-Nationalmannschaft auf.